# Antrobia breweri
Antrorbis breweri là một loài ốc nước ngọt có mang and a nắp ốc, là động vật chân bụng sống dưới nước động vật thân mềm thuộc họ Cochliopidae.
Nó là loài đặc hữu của Hoa Kỳ. Nơi sống tự nhiên của chúng là sông ngòi. Chúng hiện đang bị đe dọa vì mất nơi sống.